# 逆川 (越谷市)
逆川（さかさがわ）は、埼玉県越谷市を流れる河川である。

## 概要
大落古利根川の松伏溜井より分水し起点となる。起点付近と終点付近では農地なども存在しているが、新方川を伏せ越した付近より流域周辺は市街地となる。埼玉県道115号越谷八潮線橋梁、「しらこばと橋」の西方の瓦曽根溜井にて谷古田用水・葛西用水路（南部葛西用水・東京葛西用水）・八条用水を分水する。分水後、逆川の本流は元荒川へと至り終点となる。途中、大沢4丁目付近で元荒川を伏せ越しで通過しているが、1967年の元荒川と葛西用水（逆川）の用排水分離事業が行なわれた際に伏せ越しが設けられて現在の流路になるまでは、その地点に逆流止門樋があり、そこで直接元荒川（瓦曾根溜井）に合流していた。流路の詳細に関しては下記の流路節を参照。また1993年完成した遊歩道である「逆川緑道」やのほか、「逆川緑の道」や「藤棚通り」が整備されている区間が存在する。
分流
- 谷古田用水
- 葛西用水路（南部葛西用水・東京葛西用水）
- 八条用水

## 流路
- 起点：大落古利根川（古利根堰）

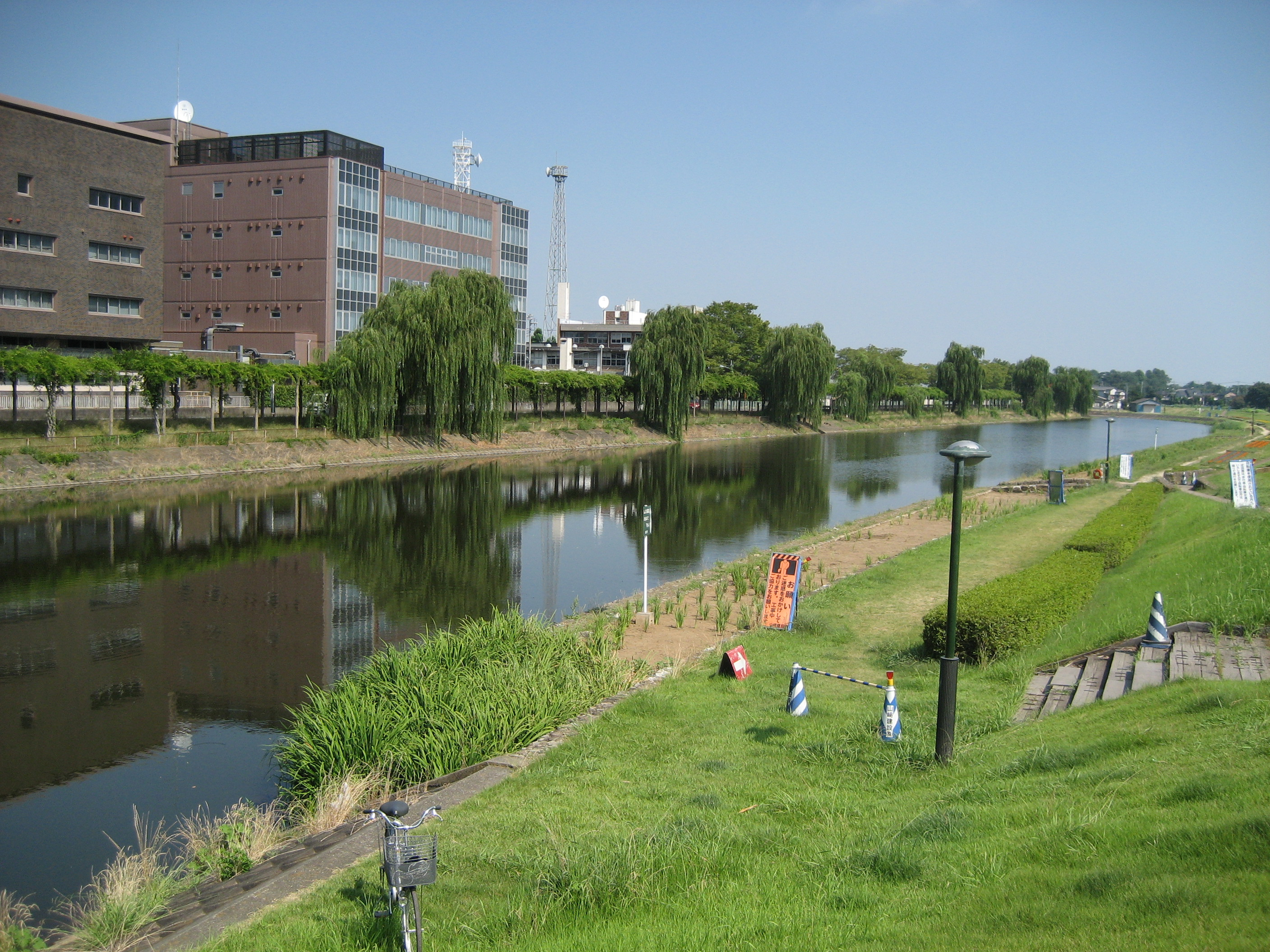
越谷市越ヶ谷付近の逆川

- 越谷市大字大吉・大字増林（西側）と北葛飾郡松伏町大字松伏（東側）の境界に設けられた古利根堰より分水し、南西方へ流下する。
- 大字大吉（北側）と大字増林（南側）の境界を成しながら南西へ流下する。
- 大字大吉・東大沢3丁目（北側）と大字増林・花田2丁目（南側）との境界付近にて北から流下してくる新方川を西へ伏せ越す。
- 東大沢3丁目（北側）と花田2丁目（南側）の境界を西へ流下する。
- 東大沢3丁目・2丁目・1丁目（西側）と東大沢4丁目・5丁目（東側）の境界を南西へ流下する。
- 大沢3丁目・2丁目（西側）と大沢4丁目（東側）の境界、および大沢4丁目を南へ流下する。
- 大沢4丁目・大字越ヶ谷（北側）と御殿町（南側）の境界にて西方より流下してくる元荒川を南へ伏せ越す。
- 柳町のほぼ中央部を南東へ流下したのち、越ヶ谷4丁目（西側）と東越谷1丁目（東側）の境界を南へ流下する。また、この付近より終点まで元荒川の西側に並行し流下する。
- 東越谷2丁目（北側）と瓦曾根1丁目・西方1丁目・2丁目・相模町7丁目（南側）の境界を東へ流下する。
- 西方1丁目にて谷古田用水を分水し、西方2丁目にて葛西用水路を分水する。
- 相模町7丁目にて八条用水を分水する。
- しらこばと橋の東方に設けられた瓦曽根堰を流下し、東越谷7丁目（北側）と相模町7丁目（南側）の境界にて西方より流下してくる元荒川と合流し、逆川は終点となる。
- 終点：元荒川

## 橋梁
- 新方橋（埼玉県道・東京都道102号平方東京線）
- 大吉橋
- 逆川橋（埼玉県道115号越谷八潮線）
- 新土橋
- 鷺高橋
- キャンベルタウン橋

- 新内橋
- 東大沢橋（越谷市道、北越谷東口駅前通り）
- 宮後橋

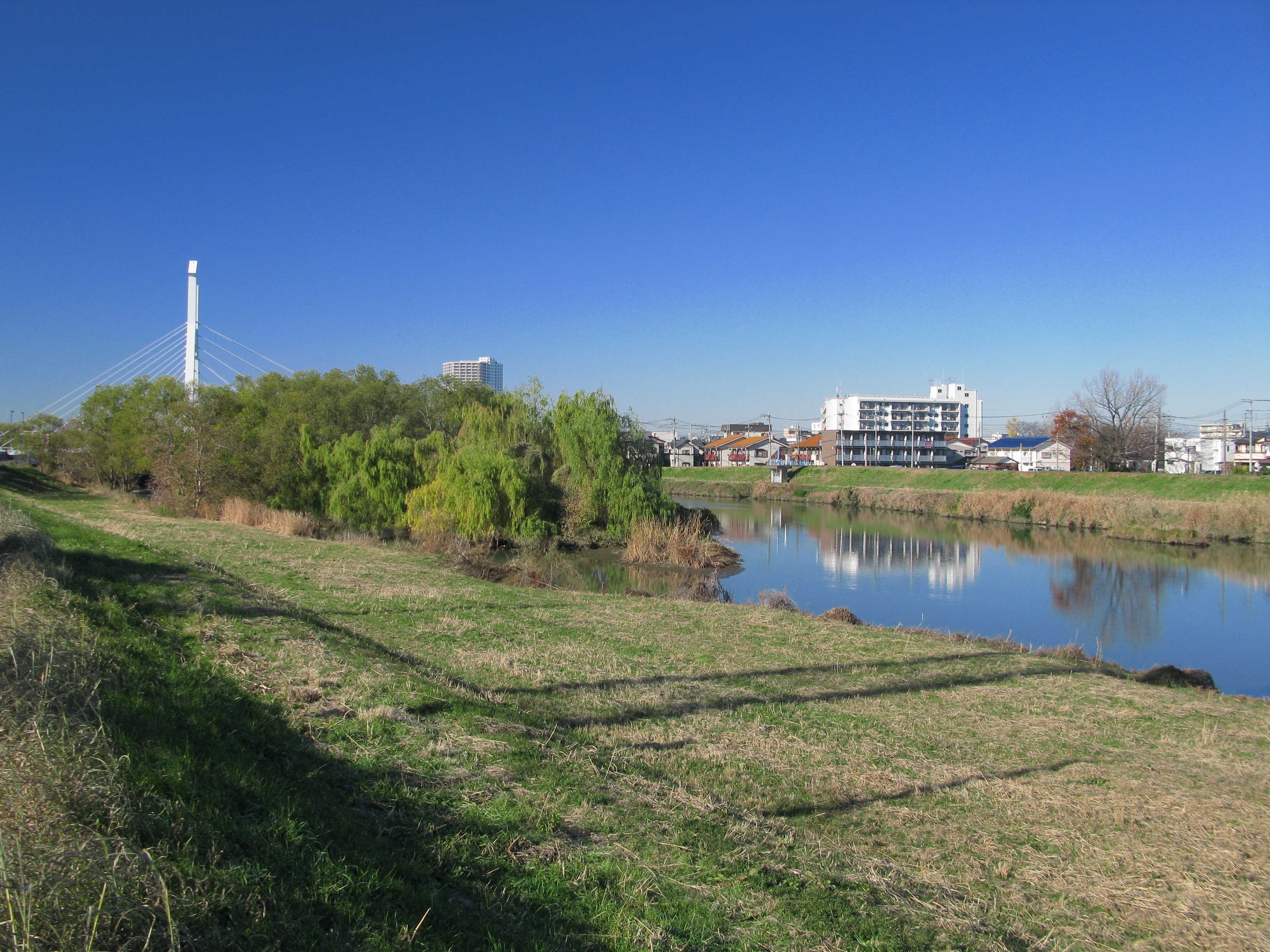
逆川と元荒川の合流点

- 地蔵橋（埼玉県道・千葉県道19号越谷野田線）
- 御殿橋[3]
- 御道橋（神明下花田線）
- 新橋（柳町の北東地区と南西地区を結んでいる）[4]
- 柳橋（同上）[4]
- 平和橋（市役所駅前中央通）
- しらこばと橋（埼玉県道115号越谷八潮線）

## 周辺の施設

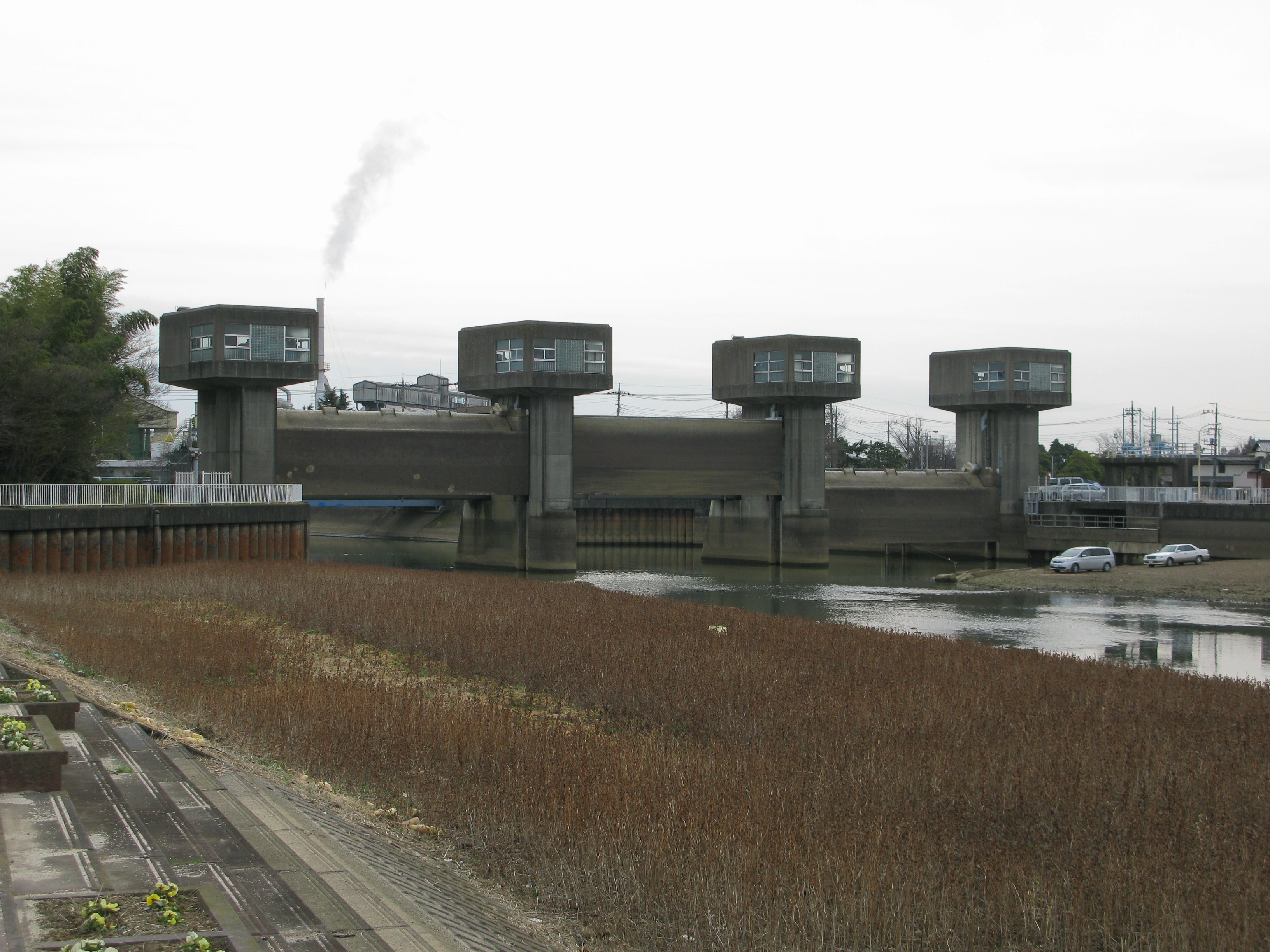
古利根堰

- 古利根堰（大落古利根川からの分水地点）
- 大吉調節池（大吉調節池親水公園）
- 逆川緑の道
- キャンベルタウン野鳥の森
- 越谷市立大沢小学校
- 大沢公園
- 越ヶ谷御殿跡
- 越谷市役所
- 中央市民会館
- 瓦曽根堰